# Louise H. Emmons
Louise Hickok Emmons, född 23 augusti 1943 i Montevideo i Uruguay, är en amerikansk zoolog som forskar om däggdjur från tropikerna.
Emmons är dotter till en diplomat och hon var därför redan under de första åren bosatt i olika stater. Tillbaka i USA besökte hon en gymnasieskola i Vermont och hon fick ett sommarjobb vid Marine Biological Laboratory i Woods Hole, Massachusetts. Emmons avslutade 1965 sin tid vid ett college med kandidatexamen. Sedan var hon anställd vid Albert Einstein College of Medicine som ingår i Yeshiva University. Emmons studerade neurovetenskap vid Cornell University. I samband med sin examen var hon 25 månader i Gabon och undersökte trädlevande ekorrar (tribus Sciurini). Sedan 1981 forskar hon vid Smithsonian Institution.
Emmons utförde flera expeditioner till bland annat Borneo, Gabon och den neotropiska regionen. Året 1990 publicerades hennes verk Neotropical Mammals: A Field Guide. Hon var tillsammans med James L. Patton ansvarig utgivare för verket Mammals of South America Volume 2: Rodents och skrev flera avsnitt.
En risråtta (Euryoryzomys emmonsae eller Oryzomys emmonsae) är sedan 1998 uppkallad efter Louise H. Emmons.